# British Overseas Airways Corporation

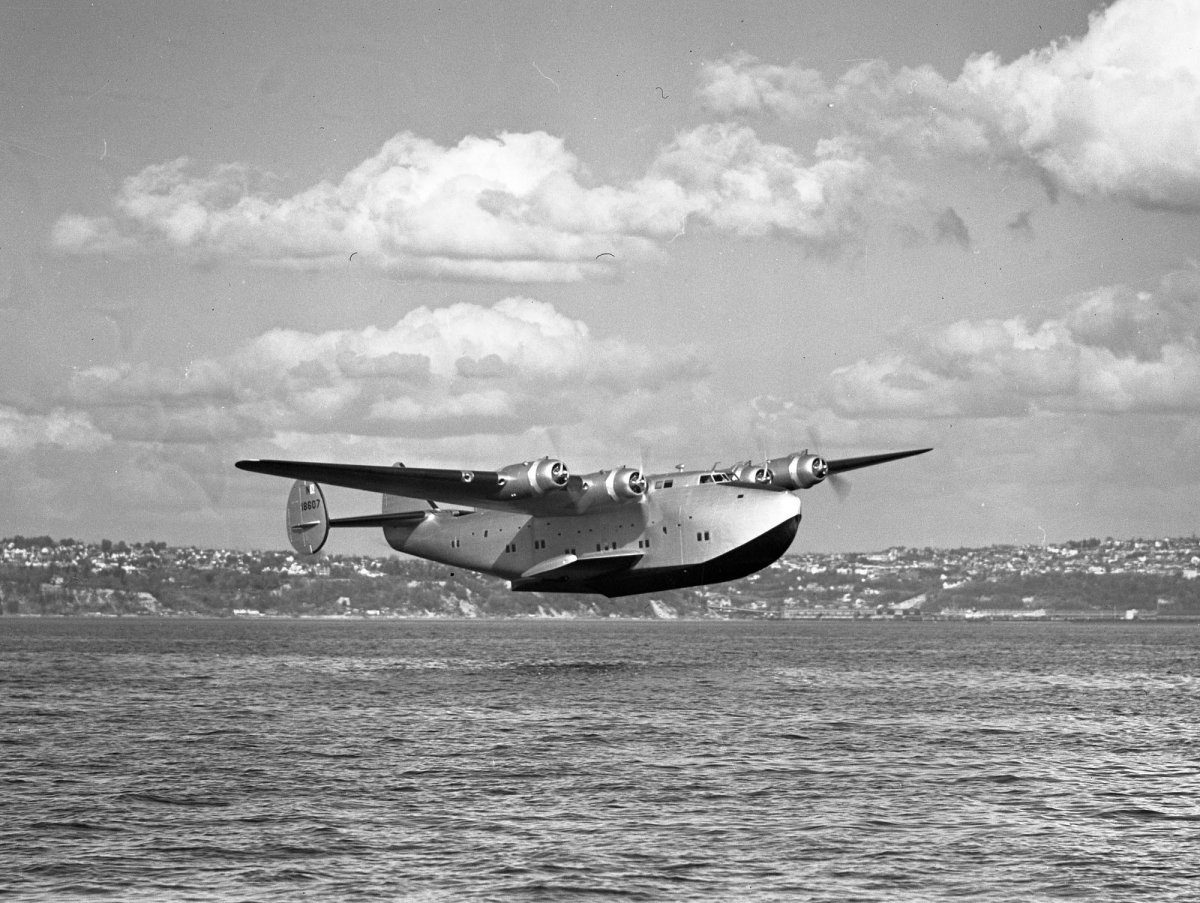
Eine Boeing 314A, die von 1941 bis 1948 von der BOAC eingesetzt wurde

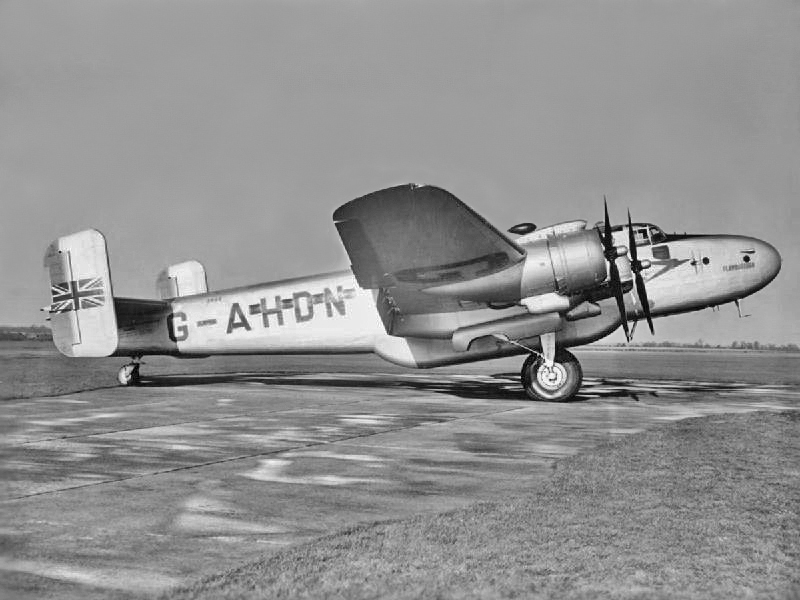
Handley Page Halton der BOAC, 1947

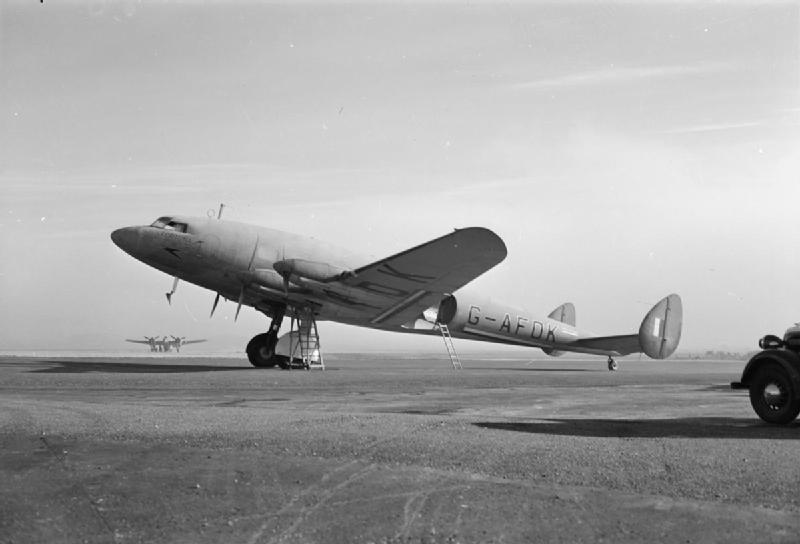
De Havilland DH.91 Albatross der BOAC

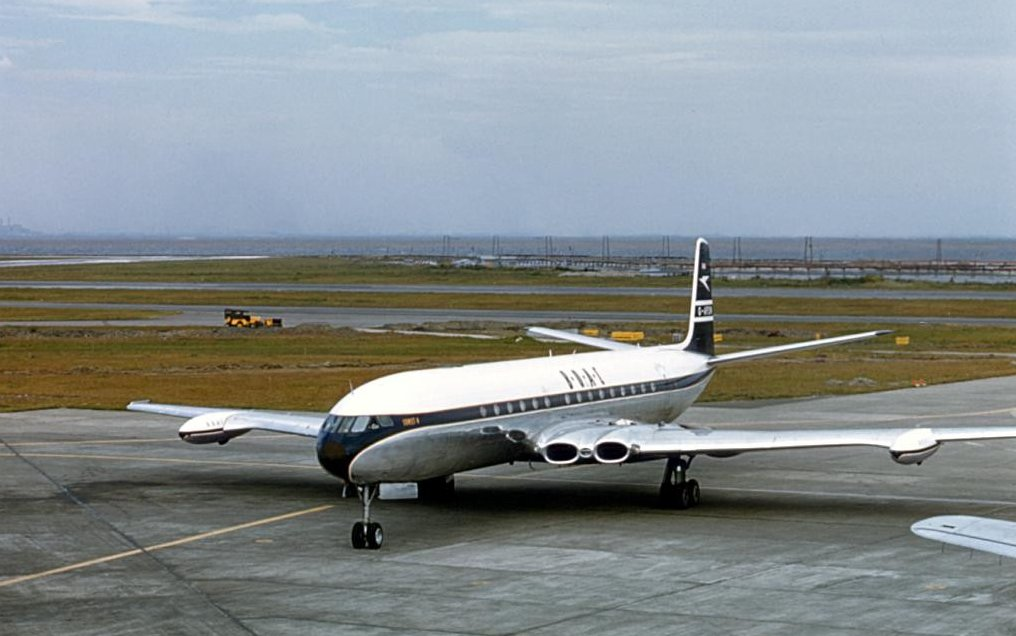
De Havilland Comet 4 der BOAC

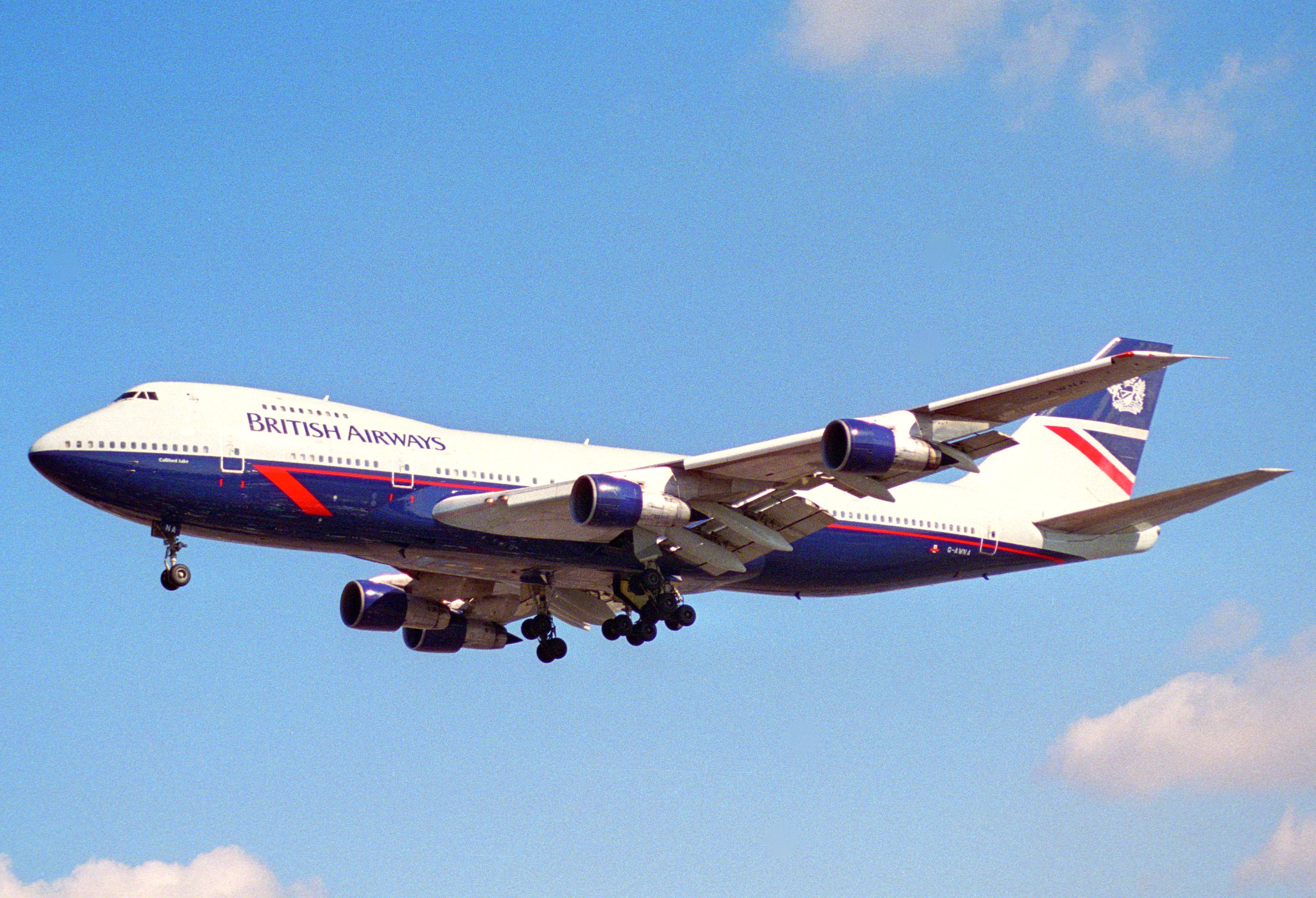
Boeing 747-136, London 1997

Die British Overseas Airways Corporation (kurz BOAC) war eine britische Fluggesellschaft mit Sitz in London und Basis auf dem London Heathrow Airport. Aus ihrer Zusammenlegung mit British European Airways entstand im Jahr 1974 die heutige British Airways.

## Geschichte
Die British Overseas Airways Corporation ging 1939 aus der Fusion der Imperial Airways und der ersten British Airways hervor. Die Gesellschaft setzte auf ihren Linien bis 1950 auch Flugboote ein. So dauerte der Flug von Southampton nach dem Vaal-Damm bei Johannesburg 5 Tage, wobei die Fluggäste ihre Nächte in Hotels verbringen durften und die Städte besichtigen konnten. Durch die Eröffnung des damals modernsten Landflugplatzes in Afrika in Livingstone in Sambia (damaliges Nordrhodesien) wurde es möglich, Südafrika mit Flugzeugen des Typs Handley Page Hermes von London aus in einer Flugzeit von nur noch 30 Stunden zu erreichen. Dazu kam zum 1. Januar 1950 die Südamerika-Abteilung durch die Eingliederung der bis dahin unabhängigen BSAA – British South American Airways, die dann als Marke verschwand.
Am 2. Mai 1952 nahm die BOAC mit der De Havilland DH.106 Comet als erste Fluggesellschaft weltweit den planmäßigen Liniendienst mit Düsenverkehrsflugzeugen auf. Nach diversen Unfällen kam es zunächst zu einem Flugverbot. Erst im Jahr 1958 konnte die nunmehr stark umkonstruierte Comet 4 wieder ausgeliefert werden, als die wesentlich leistungsfähigeren Boeing 707 und Douglas DC-8 ebenfalls Serienreife erreicht hatten.
Im Jahr 1974 wurde die BOAC durch einen Beschluss der britischen Regierung mit der British European Airways verschmolzen. Das neue Unternehmen erhielt den Namen British Airways und besteht bis heute.

## Flotte
Die BOAC betrieb in ihrer Geschichte eine umfangreiche Flotte an Flugzeugen aus unterschiedlichen Epochen, darunter Douglas DC-3, Vickers Viscount und Boeing 747-100.
Im Folgenden eine Detailauflistung der Muster:
| Flugzeugmuster                       | Jahr |
| ------------------------------------ | ---- |
| Airspeed Oxford                      | 1948 |
| Airspeed Consul                      | 1949 |
| Armstrong Whitworth A.W.38 Whitley 5 | 1942 |
| Armstrong Whitworth Ensign           | 1939 |
| Avro Lancaster                       | 1944 |
| Avro Lancastrian                     | 1945 |
| Avro Tudor 1                         | 1946 |
| Avro York                            | 1944 |
| Bristol Britannia                    | 1955 |
| Boeing 314A                          | 1941 |
| Boeing 377 Stratocruiser             | 1949 |
| Boeing 707                           | 1960 |
| Boeing 747                           | 1969 |
| Canadair C-4 Argonaut                | 1949 |
| Consolidated Model 28 Catalina       | 1940 |
| Consolidated Model 32 Liberator      | 1941 |
| Curtis Wright CW-20                  | 1941 |
| De Havilland DH.91 Albatross         | 1940 |
| De Havilland DH.95 Flamingo          | 1940 |
| De Havilland DH.98 Mosquito          | 1943 |
| De Havilland DH.104 Dove             | 1946 |
| De Havilland DH.106 Comet            | 1951 |
| Douglas DC-3                         | 1940 |
| Douglas DC-7C                        | 1956 |
| Focke-Wulf Fw 200B Condor            | 1940 |
| Handley Page Halifax                 | 1946 |
| Handley Page Halton                  | 1946 |
| Handley Page Hermes                  | 1949 |
| Lockheed Constellation               | 1946 |
| Lockheed Hudson                      | 1941 |
| Lockheed Lodestar                    | 1941 |
| Short Empire                         | 1936 |
| Short Sunderland                     | 1942 |
| Short S.26                           | 1939 |
| Short Sandringham                    | 1947 |
| Short Solent                         | 1946 |
| Vickers VC10                         | 1964 |
| Vickers Warwick                      | 1942 |

## Zwischenfälle
Von 1939 bis zur Verschmelzung in British Airways im Jahre 1974 kam es bei BOAC zu 69 Totalverlusten von Flugzeugen aufgrund von Unfällen (kriegsbedingte Verluste wie Abschüsse sind hierin nicht enthalten). Bei 35 davon wurden Menschen getötet. Beispiele:
- Am 21. September 1940 verunglückte eine Douglas DC-3-194B der BOAC (Luftfahrzeugkennzeichen G-AGBC) bei der Landung auf dem Flugplatz Heston (England) im Nebel und wurde irreparabel beschädigt. Über Personenschäden ist nichts bekannt.[5]

- Am 24. November 1940 wurde eine Douglas DC-3-194D der BOAC (G-AGBI), die sich auf dem Flughafen Bristol-Whitchurch (England) am Boden befand, irreparabel beschädigt. Personen kamen nicht zu Schaden.[6]

- Am 1. Juni 1943 wurde eine Douglas DC-3-194 der BOAC (G-AGBB) auf dem Flug vom Flughafen Lissabon zum Flughafen Bristol-Whitchurch (England) über dem Golf von Biskaya von deutschen Junkers Ju 88 abgeschossen, etwa 350 Kilometer nördlich von La Coruna. Auf dieser Strecke wurden häufig Spione und entkommene Kriegsgefangene transportiert. Daher geht eine von mehreren Theorien davon aus, dass der Abschuss gezielt wegen Agenten an Bord erfolgt sei. Alle 17 Insassen, vier Besatzungsmitglieder und 13 Passagiere, kamen ums Leben.[7]

- Am 21. April 1944 wurde eine Douglas DC-3/C-47-DL der BOAC (G-AGFZ) bei der Landung auf dem Flughafen Stockholm/Bromma (Schweden) irreparabel beschädigt. Alle Insassen überlebten den Unfall.[8]

- Am 28. August 1944 verunglückte eine Douglas DC-3/C-47A-1-DK der BOAC (G-AGIR) bei Talmest (Marokko). Nähere Informationen liegen derzeit nicht vor. Über Personenschäden ist nichts bekannt.[9]

- Am 8. April 1945 wurde eine Douglas DC-3/C-47B-10-DK der BOAC (G-AGKM) an der Luftwaffenbasis RAF El Adem (Libyen) irreparabel beschädigt. Über Personenschäden ist nichts bekannt.[10]

- Am 1. Mai 1945 wurde eine Douglas DC-3/C-47B der BOAC (G-AGNA) auf dem Flughafen Basra (Irak) irreparabel beschädigt. Nähere Informationen liegen derzeit nicht vor. Über Personenschäden ist nichts bekannt.[11]

- Am 24. Oktober 1945 ging die Triebwerksleistung einer Douglas DC-3/C-47A-50-DL der BOAC (G-AGHR) beim Start vom Flughafen Malta-Luqa zurück. Das Flugzeug geriet ins Schleudern, prallte auf einen Grat und fing Feuer. Die Maschine wurde irreparabel beschädigt. Alle Insassen überlebten den Unfall.[12]

- Am 23. Januar 1946 verunglückte eine Douglas DC-3/C-47A-1-DK der BOAC (G-AGIY) an der Luftwaffenbasis RAF El Adem (Libyen) und wurde irreparabel beschädigt. Über Personenschäden ist nichts bekannt.[13]

- Am 23. März 1946 verschwand eine Avro Lancastrian C.1 der Qantas Airways, geleast von BOAC (G-AGLX) auf dem Flug vom Militärflugplatz RAF Negombo (Britisch-Ceylon) zum Flugplatz Cocos (Keeling) Islands (Kokosinseln). Das Flugzeug war auf dem Weg vom Vereinigten Königreich nach Perth (Australien). Der Punkt, von dem die Lancastrian sich zuletzt gemeldet hatte, lag nördlich der Cocos-Inseln in einem intertropischen Gebiet, in dem die Wetterfront wahrscheinlich auf der gesamten Strecke am schlimmsten war. Alle 10 Insassen, vier Besatzungsmitglieder und 6 Passagiere, werden bis heute vermisst.[14]

- Am 17. April 1946 überrollte eine Douglas DC-3/C-47A-25-DL der BOAC (G-AGHK) das Landebahnende auf dem Flughafen Asturias (Spanien) bei einer Landung mit einem ausgefallenen Triebwerk. Das Flugzeug wurde irreparabel beschädigt. Alle 13 Insassen, vier Besatzungsmitglieder und 9 Passagiere, überlebten den Unfall.[15]

- Am 2. Mai 1946 wurde eine Avro Lancastrian C.1 der British Overseas Airways Corporation (BOAC) (G-AGMC) bei der Landung auf dem Flughafen Sydney-Mascot (Australien) irreparabel beschädigt, als das Fahrwerk zusammenbrach. Über Personenschäden ist nichts bekannt, es gab jedoch keine Todesfälle.[16]

- Am 17. Mai 1946 wurde eine Avro Lancastrian C.1 der British Overseas Airways Corporation (BOAC) (G-AGMH) auf dem Militärflugplatz Karatschi-Mauripur (Pakistan) derart hart gelandet, dass sie irreparabel beschädigt wurde. Es gab keine Todesfälle.[17]

- Am 14. August 1946 fiel an einer Douglas DC-3/C-47A-50-DL der BOAC (G-AGHT) kurz nach dem Start vom Flughafen Malta-Luqa das Triebwerk Nr. 1 (links) aus. Bei der Rückkehr verlor auch  das Triebwerk Nr. 2 (rechts) im Endanflug an Leistung. Der Kapitän versuchte, die Landebahn durch eine Steilkurve noch zu erreichen. Das Flugzeug schlug hart auf, sprang wieder hoch, rutschte dann weiter, fing Feuer und brannte aus. Die Triebwerke waren wegen fehlender Treibstoffzufuhr ausgefallen, da der Tankwahlschalter versehentlich auf den fast leeren Reservetank gedreht worden war. Von den fünf Insassen des Frachtfluges wurde einer getötet (siehe auch Flugunfall einer Douglas DC-3 der BOAC in Malta 1946).[18]

- Am 15. August 1946 geriet eine Avro Lancastrian C.1 der BOAC (G-AGLU) beim Start vom Flughafen Bournemouth (England) von der Startbahn herunter. Dabei brach das Fahrwerk zusammen. Das Flugzeug wurde irreparabel beschädigt. Alle vier Insassen überlebten den Unfall.[19]

- Am 20. August 1946 wurde eine Avro Lancastrian C.1 der BOAC (G-AGMF) nahe dem Flughafen Rouen (Département Seine-Maritime, Frankreich) auf einem Trainingsflug in den Boden geflogen, als die Besatzung durch die Wolken sank, ohne ihre Position richtig bestimmt zu haben. Durch diesen CFIT (Controlled flight into terrain) wurden 8 der 9 Insassen getötet.[20]

- Am 23. Dezember 1946 wurde eine Douglas DC-3/C-47B-1-DK der BOAC (G-AGKD) auf dem Flughafen Malta-Luqa aus unbekannten Gründen irreparabel beschädigt. Über Personenschäden ist nichts bekannt.[21]

- Am 3. Januar 1947 machte eine Douglas DC-3/C-47A-1-DK der BOAC (G-AGJU) bei der Landung auf dem Flughafen Bristol-Whitchurch (England) einen Ringelpiez und wurde irreparabel beschädigt. Alle drei Besatzungsmitglieder, die einzigen Insassen auf dem Überführungsflug, überlebten den Unfall.[22]

- Am 11. Januar 1947 musste eine Douglas DC-3/C-47A-1-DK der BOAC (G-AGJX) wegen schlechten Wetters auf den französischen Zielflughäfen Bordeaux und Paris-Le Bourget zum Flughafen Lympne (England) ausweichen. Bei schlechter Sicht wurde die Maschine bei Stowting (Kent, England), in weniger als 200 Meter hohe Hügel geflogen, 6 Kilometer nördlich des Flughafens Lympne. Durch diesen CFIT (Controlled flight into terrain) wurden von den 16 Insassen 8 getötet, vier Besatzungsmitglieder und 4 Passagiere.[23]

- Am 16. Juli 1947 wurde eine Avro York C.1 der BOAC (G-AGNR) beim vierten Anflugversuch auf die Shaibah Air Base (Irak) in den Boden geflogen. Aufgrund zu schlechter Sicht am eigentlichen Ziel, dem Flughafen Basra, war die Besatzung zur Shaibah Air Base ausgewichen. Alle 6 Besatzungsmitglieder wurden getötet; die 12 Passagiere überlebten.[24]

- Am 14. Juli 1948 wurde eine Douglas DC-3/C-47B-10-DK der BOAC (G-AGKN) auf einem Frachtflug von Malta zum Flughafen Toulon-Hyères (Département Var) südwestlich von Toulon in wolkenverhangene Klippen geflogen. Bei diesem CFIT (Controlled flight into terrain) wurden alle 6 Insassen getötet, vier Besatzungsmitglieder und 2 Passagiere.[25]

- Am 27. August 1948 kam es an einer Avro Lancastrian C.1 der BOAC (G-AGMB) eine Stunde nach dem Start in Richtung Colombo zu niedrigem Öldruck in einem der Triebwerke. Dies zwang den Kapitän zur Rückkehr nach Singapur. Bei der Landung auf dem Militärflugplatz Tengah (Singapur) geriet das Flugzeug über die Landebahn hinaus auf unwegsames Gelände. Dabei wurde es irreparabel beschädigt. Alle 18 Insassen, Besatzungsmitglieder und Passagiere, überlebten den Unfall.[26]

- Am 1. Februar 1949 drehte eine Avro York I der BOAC (G-AGJD) beim Seitenwind-Start auf dem Militärflugplatz Tripolis-Castel Benito (Libyen) nach rechts weg; es wurde überkorrigiert und die Maschine stürzte ab. Alle 15 Insassen, 6 Besatzungsmitglieder und 9 Passagiere, überlebten.[27]

- Am 7. November 1949 verunglückte eine Avro Lancastrian C.1 der British Overseas Airways Corporation (BOAC) (G-AGMM) auf dem Militärflugplatz Tripolis-Castel Benito (Libyen). Nähere Einzelheiten sind derzeit nicht verfügbar. Über Personenschäden ist nichts bekannt, es gab jedoch keine Todesfälle.[28]

- Am 26. Mai 1952 verirrte sich die Besatzung einer Handley Page Hermes IV der britischen BOAC (G-ALDN) auf einem Flug von Tripolis (Libyen) nach Kano (Nigeria) vollkommen. Kurz bevor der Treibstoff vollständig ausging, wurde eine Bauchlandung in der Wüste gemacht. Deren Position lag 114 Kilometer südsüdöstlich von Atar (Mauretanien), volle 2200 Kilometer westlich abseits der geplanten Kurslinie. Von den 18 Insassen, acht Besatzungsmitglieder und zehn Passagiere, wurde der Erste Offizier getötet.[29]

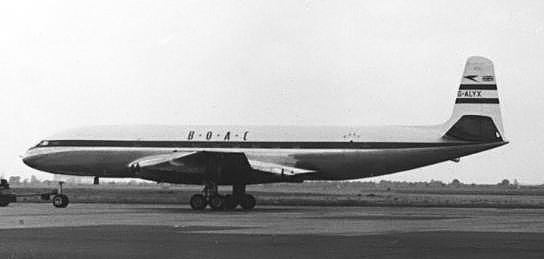
De Havilland Comet 1 der BOAC am London Heathrow Airport

- Am 2. Mai 1953 zerbrach sechs Minuten nach dem Start vom Flughafen Kalkutta eine De Havilland Comet 1 (G-ALYV) der BOAC im Steigflug während eines starken Monsunregens 32 Kilometer nordwestlich des Startflughafens. Alle 43 Personen an Bord starben.[30][31] Der Totalverlust der G-ALYV wurde noch mit schlechten Wetterverhältnissen erklärt. Nach zwei weiteren Totalverlusten wurde ein gravierender Konstruktionsfehler in Verbindung mit Materialermüdungen als Unfallursache gefunden. Die Flugzeugzelle hielt den Auswirkungen des Luftdruckunterschieds, denen sie am Boden und in der Luft bei etwa 11.000 Meter Höhe ausgesetzt war, nicht stand und erlitt kleine Risse, durch die das Flugzeug dann in der Luft auseinanderbrach (siehe Unfallserie der De Havilland Comet).

- Am 25. Juli 1953 geriet am Flughafen Kalkutta eine De Havilland Comet 1 der BOAC (G-ALYR) beim Rollen auf unbefestigten Boden, wobei das rechte Fahrgestell nach oben durch den Flügel gedrückt wurde, was zum Totalschaden führte. Auslöser war eine Fehlkonstruktion der Scheinwerfer der Comet. Rechter und linker Landescheinwerfer mussten abwechselnd ein- und ausgeschaltet werden, um das Schmelzen der Lampen zu verhindern. Die Schalter hierfür lagen hinter dem Sitz des Kapitäns, der zum Betätigen das Bugradsteuer loslassen musste. Alle 42 Personen an Bord blieben unverletzt.[32]

- Am 10. Januar 1954 zerbrach etwa zwanzig Minuten nach dem Start vom Flughafen Rom-Ciampino Richtung London in der Nähe der Insel Elba (Italien) im Steigflug über dem Meer die Comet 1 G-ALYP der BOAC aus unbekannter Ursache. Alle 35 Insassen kamen ums Leben, darunter Vladimir Wolfson (1903–1954), Mitglied des Vorstandes der BOAC.[33] Während der laufenden Untersuchungen wurde über die Comet vorerst ein Flugverbot verhängt. Die Unfallursache konnte zunächst nicht ermittelt werden. Nur zwei Monate nachdem das Startverbot wieder aufgehoben worden war, verunglückte am 8. April (siehe dort) eine weitere Comet unter ähnlichen Umständen.[34]

- Am 13. März 1954 setzte eine Lockheed L-749A Constellation der BOAC (G-ALAM) bei der Landung auf dem Flughafen Singapur-Kallang vor der Landebahn auf und streifte einen Deich. Beim erneuten Aufsetzen, nun auf der Landebahn, brach das beschädigte Fahrwerk zusammen und die rechte Tragfläche vom Rumpf ab. Das Flugzeug drehte sich auf den Rücken und brannte aus. Als Ursachen wurden ein instabiler Anflug mit zu frühem Aufsetzen sowie Übermüdung der Piloten ermittelt. Von den 40 Insassen kamen 33 ums Leben, zwei Besatzungsmitglieder sowie sämtliche 31 Passagiere.[35]

- Am 8. April 1954 kam es zum ähnlich rätselhaften Verlust der G-ALYY der BOAC bei Stromboli, Italien. Gut eine halbe Stunde nach dem Start vom Flughafen Rom-Ciampino zerbrach die durch South African Airways gecharterte Comet 1 und stürzte ins Tyrrhenische Meer – alle 21 Menschen an Bord kamen um. Innerhalb eines Jahres war es der dritte Unfall einer de Havilland Comet unter ähnlichen Umständen. Dem Typ wurde daraufhin die Musterzulassung entzogen. Durch aufwändige Untersuchungen wurde Materialermüdung durch Nutzung der Druckkabine als Unfallursache festgestellt, eine damals neue Erkenntnis, und der Flugzeugtyp umkonstruiert.[36][37]

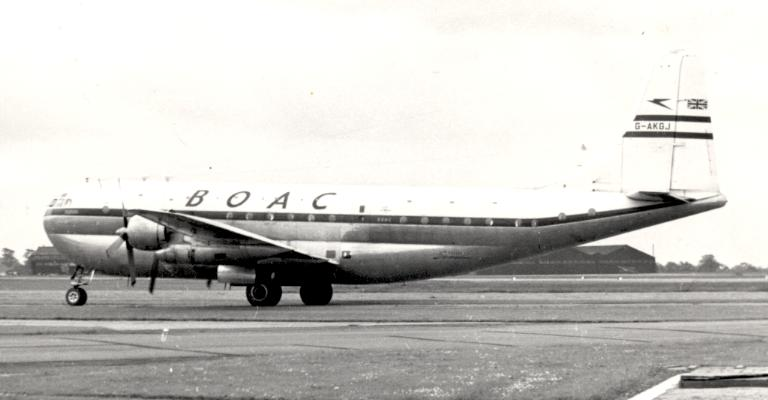
Boeing 377 Stratocruiser der BOAC

- Am 25. Dezember 1954 kam es mit einer Boeing 377 der BOAC (G-ALSA) auf dem Flughafen Prestwick zu einem extrem harten Aufsetzen vor dem Landebahnanfang. Die aus London kommende Maschine sprang wieder hoch und stürzte auf die Landebahn. Von den 36 Insassen wurden 28 getötet, darunter alle Passagiere bis auf einen.[38]

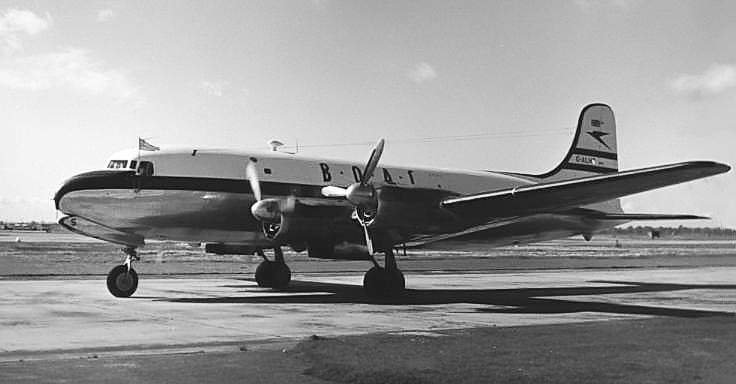
Canadair C-4 Argonaut, London 1954

- Am 21. September 1955 stürzte am Flughafen Tripolis nach drei fehlgeschlagenen Anflugversuchen eine Canadair C-4 Argonaut (G-ALHL) ab, als die Maschine beim vierten Versuch 360 Meter vor der Landebahn Bäume streifte und abstürzte (Controlled flight into terrain). Von den 47 Personen an Bord wurden 15 getötet.[39]

- Am 22. April 1956 wurde eine Avro York C.1 der BOAC (G-AGNS) auf dem Tripoli Idris International Airport (Libyen) am Boden irreparabel beschädigt. Alle Insassen überlebten.[40]

- Am 24. Juni 1956 stürzte nahe dem Flughafen Kano eine Canadair C-4 Argonaut der BOAC (G-ALHE) kurz nach dem Start ab, als sie nach Einflug in eine Gewitterzelle hinter der Startbahn Bäume streifte. Von den 45 Personen an Bord wurden 32 getötet.[41]

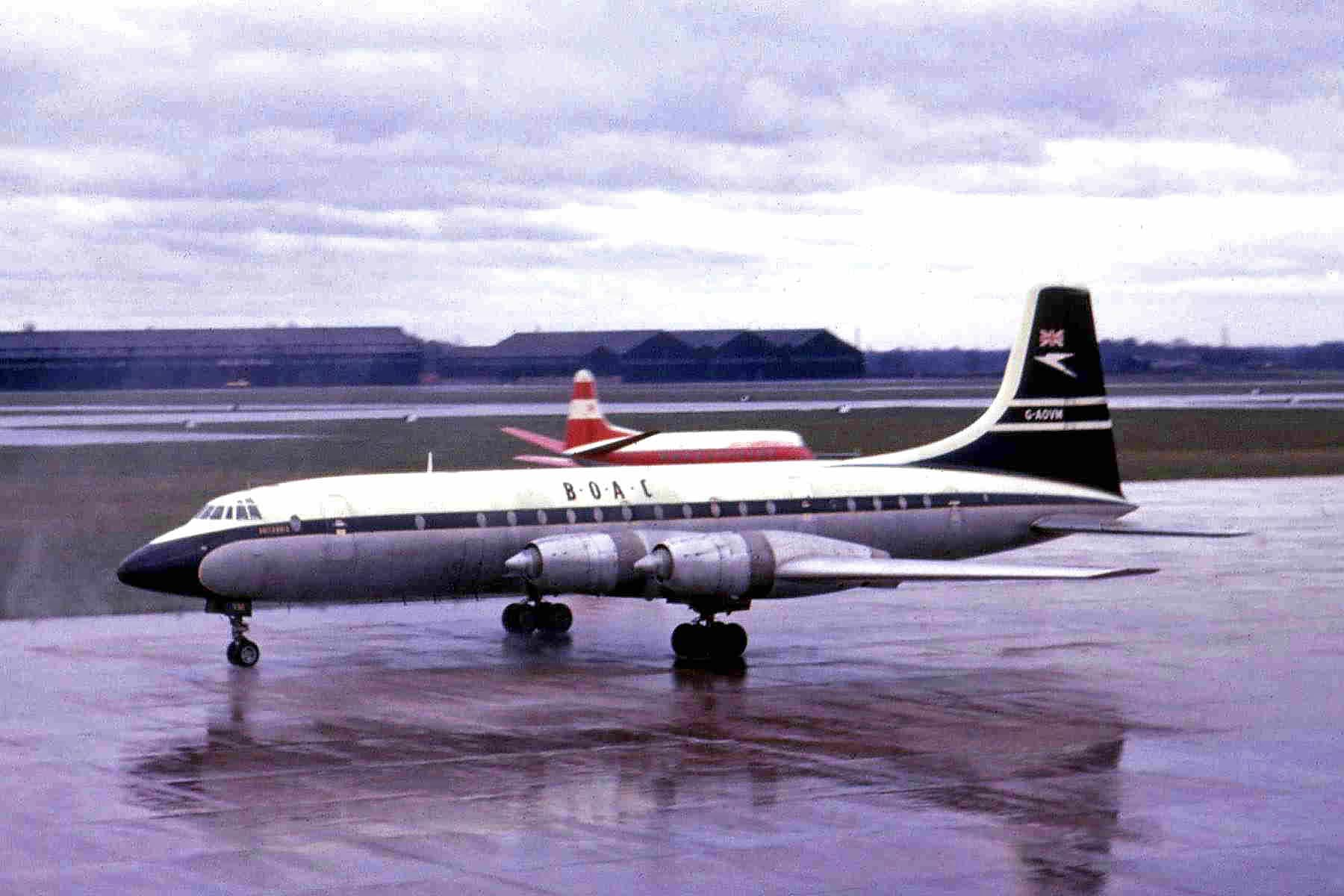
Bristol Britannia der BOAC

- Am 24. Dezember 1958 wurde eine Bristol Britannia 312 der BOAC (G-AOVD) in der Nähe von Bournemouth bei nebligem Wetter in den Boden geflogen. Die Maschine befand sich auf einem Testflug im Rahmen ihrer Jahresnachprüfung. Als beitragender Faktor wurde die ergonomisch sehr ungünstige Auslegung des Höhenmessers als Dreizeiger-Instrument benannt. Neun der zwölf Insassen wurden getötet, darunter alle sieben Passagiere.[42]

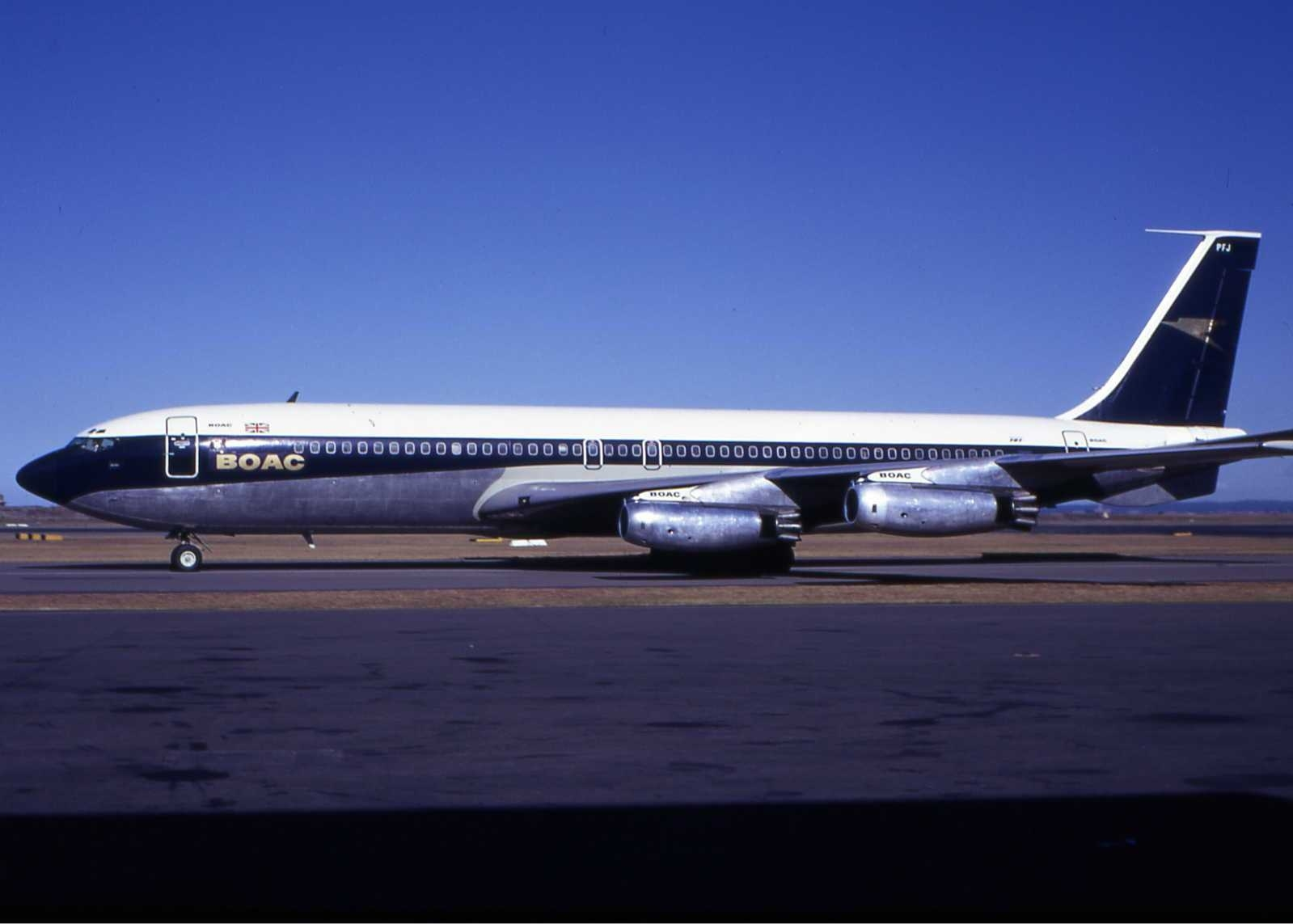
Boeing 707-436 der BOAC am Flughafen Sydney, 1970

- Am 11. November 1960 kam es bei einer Bristol Britannia 102 der BOAC (G-ANBC) zum Verlust von Hydraulikdruck, weshalb das Fahrwerk nicht ausgefahren und verriegelt werden konnte. Die Landung auf dem Flughafen Khartum (Sudan) erfolgte auf einem unbefestigten Streifen neben der eigentlichen Landebahn, wobei am Flugzeug Totalschaden entstand. Alle 27 Insassen, 9 Besatzungsmitglieder und 18 Passagiere, überlebten.[43]

- Am 5. März 1966 verunglückte eine Boeing 707-436 der BOAC (G-APFE) siebzehn Minuten nach dem Start vom Flughafen Tokio-Haneda, als sie infolge einer schweren Clear Air Turbulence in der Luft auseinanderbrach. Alle 124 Menschen an Bord, die sich auf einer Weltumrundung befanden, kamen dabei ums Leben (siehe BOAC-Flug 911).[44]

- Am 8. April 1968 musste eine Boeing 707-465 der BOAC (G-ARWE) auf Grund eines Triebwerkbrandes nach dem Start zum Flughafen London-Heathrow zurückkehren. Noch während der Landung riss das Triebwerk ab, der Brand loderte jedoch weiter. Nach der geglückten Notlandung verließen Piloten und Flugingenieur das Cockpit, ohne die Punkte auf den entsprechenden Checklisten abzuarbeiten. Daher wurde unter anderem immer mehr Treibstoff in das Feuer unter der Maschine gepumpt. Dann wurde die gesamte Maschine evakuiert. Von den 127 Personen an Bord kamen 5 ums Leben (siehe BOAC-Flug 712).[45][46]

- Im September 1970 entführten Terroristen der PFLP insgesamt vier Passagierflugzeuge; eine fünfte Entführung scheiterte. Drei der Maschinen, darunter eine Vickers VC10 (G-ASGN) der BOAC, wurden nach Zarqa in Jordanien umgeleitet. Nach einem mehrere Tage währenden Nervenkrieg wurden die Flugzeuge am 12. September gesprengt.[47] Schließlich kamen alle Geiseln unversehrt frei.

## Trivia
- BOAC wird in der ersten Zeile des Liedes Back in the USSR der Beatles erwähnt: „Flew in from Miami Beach BOAC, didn’t get to bed last night. On the way the paper bag was on my knee. Man I had a dreadful flight.“[48]
- In den James-Bond-Romanen von Ian Fleming fliegt Bond mehrfach mit BOAC, darunter in Der Mann mit dem goldenen Colt.
- Im Roman Sie kamen nach Bagdad von Agatha Christie aus dem Jahr 1951 fliegen alle Beteiligten mit BOAC nach Bagdad.
- In dem englischen Kinofilm Hotel International aus dem Jahr 1964 ist die BOAC die dominierende Fluggesellschaft.
- In Graham Greenes Roman Unser Mann in Havanna erwidert Hawthornes Chef auf dessen Beschreibung seiner Mahlzeit auf einem Pan-American-Flug: „Was für eine grauenhafte Mischung. Sie sollten mit B.O.A.C. reisen.“
- In Jeffrey Archer’s Roman Erbe und Schicksal (Teil 3 der Clifton Saga) reist Hauptfigur Harry Clifton 1957 als BOAC-Pilot getarnt von London nach Buenos Aires und zurück.